# Acalolepta marshalliana
Acalolepta marshalliana là một loài bọ cánh cứng trong họ Cerambycidae.